# Mayrellus mirabilis
Mayrellus mirabilis är en stekelart som beskrevs av Crawford 1910. Mayrellus mirabilis ingår i släktet Mayrellus och familjen puppglanssteklar. Inga underarter finns listade i Catalogue of Life.